# العلاقات البوتسوانية الليبية
العلاقات البوتسوانية الليبية هي العلاقات الثنائية التي تجمع بين بوتسوانا وليبيا.

## مقارنة بين البلدين
هذه مقارنة عامة ومرجعية للدولتين:
| وجه المقارنة                                              | بوتسوانا                       | ليبيا                                       |
| --------------------------------------------------------- | ------------------------------ | ------------------------------------------- |
| المساحة (كم2)                                             | 581.74 ألف                     | 1.76 مليون                                  |
| عدد السكان (نسمة)                                         | 2.29 مليون                     | 6.37 مليون                                  |
| الكثافة السكانية (ن./كم²)                                 | 3.94                           | 3.62                                        |
| العاصمة                                                   | غابورون                        | طرابلس                                      |
| اللغة الرسمية                                             | لغة إنجليزية                   | اللغة العربية، اللغة العربية الفصحى الحديثة |
| العملة                                                    | بولا بوتسواني                  | دينار ليبي                                  |
| الناتج المحلي الإجمالي (بليون دولار)                      | 17.41 مليار                    | 50.98 مليار                                 |
| الناتج المحلي الإجمالي (تعادل القوة الشرائية) بليون دولار | 35.84 مليار                    | 69.32 مليار                                 |
| الناتج المحلي الإجمالي الاسمي للفرد دولار أمريكي          | 6.36 ألف                       |                                             |
| الناتج المحلي الإجمالي للفرد دولار أمريكي                 | 16.10 ألف                      | 15.60 ألف                                   |
| مؤشر التنمية البشرية                                      | 0.698                          | 0.724                                       |
| رمز المكالمات الدولي                                      | +267                           | +218                                        |
| رمز الإنترنت                                              | .bw                            | .ly                                         |
| المنطقة الزمنية                                           | ت ع م+02:00، توقيت وسط إفريقيا | ت ع م+02:00، توقيت شرق أوروبا               |

## منظمات دولية مشتركة
يشترك البلدان في عضوية مجموعة من المنظمات الدولية، منها:
| علم المنظمة | اسم المنظمة                        | تاريخ انضمام بوتسوانا | تاريخ انضمام ليبيا |
| ----------- | ---------------------------------- | --------------------- | ------------------ |
|             | مؤسسة التنمية الدولية              | 24 يوليو 1968         | 1 أغسطس 1961       |
|             | يونسكو                             | 16 يناير 1980         | 27 يونيو 1953      |
|             | وكالة ضمان الاستثمار متعدد الأطراف | 15 مايو 1990          | 5 أبريل 1993       |
|             | الأمم المتحدة                      | 17 أكتوبر 1966        | 14 ديسمبر 1955     |
|             | الاتحاد البريدي العالمي            | ?                     | ?                  |
|             | البنك الدولي للإنشاء والتعمير      | 24 يوليو 1968         | 17 سبتمبر 1958     |
|             | الاتحاد الدولي للاتصالات           | 2 أبريل 1968          | 3 فبراير 1953      |
|             | منظمة حظر الأسلحة الكيميائية       | ?                     | ?                  |
|             | مؤسسة التمويل الدولية              | 23 مارس 1979          | 18 سبتمبر 1958     |
|             | منظمة الشرطة الجنائية الدولية      | ?                     | ?                  |
|             | الاتحاد الأفريقي                   | 31 أكتوبر 1966        | ?                  |
|             | البنك الإفريقي للتنمية             | ?                     | ?                  |

## وصلات خارجية
- موقع وزارة الخارجية البوتسوانية
- موقع وزارة الخارجية الليبية